# Limaria dentata
Limaria dentata is een tweekleppigensoort uit de familie van de Limidae. De wetenschappelijke naam van de soort werd in 1843 voor het eerst geldig gepubliceerd door George Brettingham Sowerby II.